# 大日本帝国憲法第34条
大日本帝国憲法第34条（だいにほん/だいにっぽん ていこくけんぽう だい34じょう）は、大日本帝国憲法第3章にある。帝国議会の一院である貴族院の構成について規定した。
これによれば、貴族院は、皇族議員・華族議員・勅任議員よりなる。また、貴族院の構成は貴族院令により規定されなければならない。戦後、日本国憲法の施行に伴い、華族制度は廃止され（日本国憲法第14条）、貴族院も廃止されたが、代わりに民選の参議院が設けられ、二院制が維持された。

## 現代風の表記
貴族院は、貴族院令の定める所により、皇族、華族及び勅任された議員をもって組織する。

## 参照
- 貴族院令
- 日本国憲法第43条
- 日本国憲法第46条